# Kefar Chasidim Alef
Kefar Chasidim Alef (hebr. כפר חסידים) – moszaw położony w Samorządzie Regionu Zewulun, w dystrykcie Hajfa, w Izraelu.

## Położenie
Leży w Dolinie Zewulon, na wschód od miasta Hajfy.

## Historia
Moszaw został założony w 1924 roku przez chasydów z Polski.

## Gospodarka
Gospodarka moszawu opiera się na intensywnym rolnictwie.